# Caldas de Reis
Caldas de Reis (hiszp. Caldas de Reyes) – gmina w Hiszpanii, w prowincji Pontevedra, w Galicji, o powierzchni 68,25 km². W 2011 roku gmina liczyła 10 008 mieszkańców.